# 桂川国興
桂川 国興（かつらがわ くにおき、1826年（文政9年） - 1881年（明治14年）9月25日）、別名桂川甫周（かつらがわ ほしゅう）は、江戸時代幕末期の奥医師及び蘭学者。桂川家の7代目当主。国興が諱であり、通称が甫周である。父は6代目当主の桂川甫賢。蘭和辞典『ドゥーフ・ハルマ』をもとに『和蘭字彙』を刊行した。
なお、『解体新書』翻訳に関わり『北槎聞略』を編纂した桂川甫周（国瑞）は、桂川家4代目である。

## 功績
オランダ商館長（カピタン）のヘンドリック・ドゥーフが、先に刊行されていたフランソワ・ハルマ (François Halma) の『蘭仏辞書』（1729年）を参考に著した『ドゥーフ・ハルマ』（通布字典、1833年完成）を校正及び改訂し、安政2年（1855年）に上巻・安政5年（1858年）に下巻の2巻からなる『和蘭字彙』を発行した。同書は、9万語を収録し本格的な蘭和辞典として江戸時代の最高峰にあり、また対訳辞典の基礎としてその後の辞典に大きな影響を及ぼした。

## 家族
弟に桂川甫策（男子のいない甫周の養子となり8代目を継いだ）、藤沢次謙（国謙）、妹に桂川てやがいる。
娘は『名ごりの夢』を口述した今泉みね。